# Ergebnis (Stochastik)
Ein Ergebnis ist ein Begriff aus den Grundlagen der Stochastik. In der Literatur finden sich viele verschiedene Bezeichnungen, unter anderem auch Zufallsergebnis, Grundereignis, atomares Ereignis, Element eines Wahrscheinlichkeitsraums, Merkmal oder Elementarereignis. Die Bezeichnung als Elementarereignis ist jedoch zweideutig, siehe Abschnitt Elementarereignisse. Ergebnisse können auf zweierlei Arten eingeführt werden: entweder als Element der Ergebnismenge {\displaystyle \Omega } in einem Wahrscheinlichkeitsraum oder als möglicher Ausgang eines modellierten Zufallsexperimentes.

## Definition
Bei der Definition von Ergebnissen gibt es zwei Herangehensweisen:
- Kommt man axiomatisch von der Definition eines Wahrscheinlichkeitsraumes {\displaystyle (\Omega ,\Sigma ,P)}, so wird jedes Element der Ergebnismenge {\displaystyle \Omega } ein Ergebnis genannt.[1]
- Geht man von einem Zufallsexperiment aus und will davon ausgehend einen entsprechenden Wahrscheinlichkeitsraum modellieren, so wird jeder mögliche Ausgang des Zufallsexperimentes ein Ergebnis genannt. Die Ergebnisse werden dann in der Ergebnismenge zusammengefasst.[5]

Meistens werden Ergebnisse mit {\displaystyle \omega } bezeichnet.

## Beispiele
Beispiele für Ergebnisse als Ausgang eines Zufallsexperimentes sind:
- Der Wurf eines Würfels soll modelliert werden. Mögliche Ausgänge sind die Zahlen von 1 bis 6. Also sind die Ergebnisse {\displaystyle \omega _{1}=1,\omega _{2}=2,\omega _{3}=3,\omega _{4}=4,\omega _{5}=5,\omega _{6}=6}.
- Die Lebensdauer eines Elektrobauteils soll modelliert werden. Da es zu jeder beliebigen Zeit nach Beobachtungsbeginn kaputtgehen kann, sind die Ergebnisse von der Form {\displaystyle \omega =x} für {\displaystyle x\geq 0} und {\displaystyle x\in \mathbb {R} }.
- Nicht immer sind Ergebnisse so einfach strukturiert. Betrachtet man zum Beispiel mögliche Ladungsverteilungen in einem Kristallgitter und will Aussagen über mögliche Übergänge treffen, so kann ein Ergebnis ein knotengewichteter Graph mit Knotengewichten 0, 1 oder −1 sein.

Beispiel für Ergebnisse als Elemente der Ergebnismenge ist:
- Betrachtet man den Wahrscheinlichkeitsraum {\displaystyle (\mathbb {N} ,{\mathcal {P}}(\mathbb {N} ),P)} mit einem beliebigen Wahrscheinlichkeitsmaß {\displaystyle P}, so ist jede natürliche Zahl ein Ergebnis, da sie ein Element von {\displaystyle \mathbb {N} } ist.

## Rolle in der Modellierung
Ergebnisse sind die kleinsten Einheiten in der Definition eines stochastischen Modells. Ihnen wird noch keine Wahrscheinlichkeit zugewiesen, sondern sie werden zur Ergebnismenge zusammengefasst.
Auf der Ergebnismenge definiert man nun die Mengen, denen eine Wahrscheinlichkeit zugeordnet werden soll, die Ereignisse. Diese wiederum werden im Ereignissystem, einer σ-Algebra, gesammelt.
Das Ereignissystem bildet das Pendant zur Definitionsmenge der Analysis. Nur den Elementen des Ereignissystems kann eine Wahrscheinlichkeit zugeordnet werden.
Ein Tripel aus Ergebnismenge {\displaystyle \Omega }, Ereignissystem {\displaystyle \Sigma } und Wahrscheinlichkeitsmaß {\displaystyle P} wird auch ein Wahrscheinlichkeitsraum genannt und bildet die Grundlage für weitere Untersuchungen.

## Ergebnisse und Ereignisse
Ergebnisse und Ereignisse sind leicht zu verwechseln.
- Ergebnisse sind Elemente einer Menge, sie können keine Wahrscheinlichkeit erhalten. Zum Beispiel ist die {\displaystyle 6} beim Würfeln ein Ergebnis.
- Ereignisse sind Teilmengen der Ergebnismenge. Sie enthalten demnach Ergebnisse als Elemente. So ist beim Würfeln {\displaystyle \{6\}} ein Ereignis, aber kein Ergebnis. Ist umgekehrt {\displaystyle \omega } ein Ergebnis, so muss {\displaystyle \{\omega \}} nicht notwendigerweise ein Ereignis sein. Ereignisse können beliebig viele Elemente enthalten, wie zum Beispiel {\displaystyle \{1,2\}}.

## Elementarereignisse
Der Begriff des Elementarereignisses wird in der Literatur nicht eindeutig verwendet. Er bezeichnet teils ein Ergebnis {\displaystyle \omega }, dann ist der Name „Ereignis“ irreführend, da Ergebnisse und Ereignisse unterschiedlich sind. Teils bezeichnet er auch bei diskreter Ergebnismenge ein Ereignis mit einem Element, also von der Form {\displaystyle \{\omega \}}.

## Begriff
Die Bezeichnung „Elementarereignis“ für die Elemente des Wahrscheinlichkeitsraumes geht auf Kolmogorow zurück; dieser unterschied zwar auch zwischen den Elementen der Ergebnismenge und ihren einelementigen Teilmengen, führte für Letztere aber keine eigene Bezeichnung ein. Neuere Literatur verwendet im Unterschied dazu eher die Bezeichnungen „Ergebnis“ oder „Ausgang“. „Ereignis“ wird anschaulich aufgefasst als Menge, die aus Ergebnissen besteht.